# هامور الشعاب المرجانية البني
هامور الشعاب المرجانية البني (الاسم العلمي Epinephelus chlorostigma)، نوع من الهامور وفصيلة القرفصية. يرواح طولها من 12 إلى 75 سم. موائلها الشعاب المرجانية وتفضل الكهوف المرجانية أو الشقوق الصخرية، على عمق يتراوح من 4 إلى 280 م.